# Wojciech Żółtowski (inżynier)
Wojciech Żółtowski (ur. 3 września 1936 w Warszawie, zm. 2 marca 2015 w Warszawie) – inżynier, profesor nauk technicznych, specjalista w zakresie budownictwa, dziekan Wydziału Inżynierii Lądowej Politechniki Warszawskiej w latach 1996–2002.

## Życiorys

### Wykształcenie i działalność naukowa
Edukację rozpoczął w Otwocku, w Szkole Podstawowej nr 1. Tam też ukończył Liceum Ogólnokształcące im. K.I. Gałczyńskiego, a następnie rozpoczął studia na Wydziale Budownictwa Lądowego Politechniki Warszawskiej. W 1962 r. obronił z oceną bardzo dobrą pracę magisterską, napisaną pod kierunkiem prof. Franciszka Szelągowskiego. W tym samym roku podjął pracę na Wydziale Melioracji Wodnych SGGW na stanowisku starszego asystenta w Katedrze Mechaniki Budowli i Konstrukcji Budowlanych. Od 1971 r. był zatrudniony na Wydziale Inżynierii Lądowej Politechniki Warszawskiej, gdzie uzyskał kolejne stopnie naukowe – doktora w 1971 roku, doktora habilitowanego w 1983 r. oraz profesora nauk technicznych w 2002 r. Jego praca doktorska o współpracy tworzyw sztucznych z metalami, napisana pod kierunkiem prof. dra hab. inż. Mieczysława Łubińskiego, została wyróżniona nagrodą Ministra Nauki, Szkolnictwa Wyższego i Techniki. Na Politechnice Warszawskiej zajmował kolejno stanowiska adiunkta, docenta i profesora nadzwyczajnego. W latach 1987–1993 pełnił funkcję prodziekana, a w latach 1996–2002 dziekana Wydziału Inżynierii Lądowej. Następnie objął stanowisko dyrektora Instytutu Konstrukcji Budowlanych, na którym pozostał do 2005 r. Po przejściu na emeryturę w 2006 r. ponownie podjął pracę na SGGW na Wydziale Inżynierii i Kształtowania Środowiska (dawniej Wydział Melioracji Wodnych) jako profesor nadzwyczajny, gdzie pracował na pełnym etacie do ostatnich dni życia. Zmarł w Warszawie, po krótkiej chorobie. Spoczął w grobie rodzinnym na warszawskich Starych Powązkach.
Wojciech Żółtowski był autorem lub współautorem ok. 160 prac drukowanych o charakterze naukowym, dydaktycznym lub praktycznym. Wykształcił około 210 inżynierów i magistrów na Politechnice Warszawskiej oraz około 45 na SGGW. Wypromował 6 doktorów, wykonał opinie 9 prac doktorskich, 5 recenzji w postępowaniach habilitacyjnych, a także opiniował 2 wnioski na tytuł profesora nauk technicznych.
Wojciech Żółtowski wdrożył na Wydziale Inżynierii Lądowej Politechniki Warszawskiej Ramowy program studiów I i II stopnia, który stał się podstawą obowiązującego obecnie wielostopniowego systemu kształcenia, a także program studiów doktoranckich, którego był współautorem. Na SGGW opracował zmiany w programie ćwiczeń w budownictwie stalowym, żelbetowym i mechanice budowli, które w części obowiązują do dzisiaj.

### Działalność pozanaukowa
Wojciech Żółtowski swoją praktyczną wiedzę wykorzystywał w działalności inżynierskiej i eksperckiej. Posiadał uprawnienia budowlane i tytuł rzeczoznawcy budowlanego. Był projektantem lub współprojektantem ok. 50 obiektów budowlanych. Wykonał ponad 120 ekspertyz i opracowań technicznych.

## Stanowiska
- 1987–1993 – prodziekan Wydziału Inżynierii Lądowej Politechniki Warszawskiej
- 1990–2005 – kierownik Zakładu Konstrukcji Metalowych na Wydziale Inżynierii Lądowej PW
- 1996–2002 – dziekan Wydziału Inżynierii Lądowej PW
- 2002–2005 – dyrektor Instytutu Konstrukcji Budowlanych na Wydziale Inżynierii Lądowej PW

## Członkostwa
- Członek Sekcji Konstrukcji Metalowych Komitetu Inżynierii Lądowej i Wodnej PAN
- Członek Prezydium Komitetu Konstrukcji Metalowych Polskiego Związku Inżynierów i Techników Budownictwa
- Członek Komitetu Nauki Polskiego Związku Inżynierów i Techników Budownictwa
- Członek Rady Naukowej czasopisma Scientiarum Polonorum, seria Architectura
- Przewodniczący Rady Programowej dwumiesięcznika Konstrukcje stalowe, wydawanego przez Polską Izbę Konstrukcji Stalowych

## Nagrody, wyróżnienia, odznaczenia
- Krzyż Kawalerski Orderu Odrodzenia Polski
- Złoty Krzyż Zasługi
- Nagroda rektora Politechniki Warszawskiej za osiągnięcia naukowe i dydaktyczne – wielokrotnie
- Nagroda Ministra Nauki, Szkolnictwa Wyższego i Techniki za pracę doktorską

## Wybrane publikacje
- M. Łubiński, A. Filipowicz, W. Żółtowski: Wymiarowanie konstrukcji stalowych metodą stanów granicznych. Wyd. I. Warszawa: PWN, 1979. Brak numerów stron w książce
- W. Żółtowski. Konstrukcje zespolone stal – tworzywo sztuczne. „Zeszyty Naukowe Politechniki Warszawskiej, Budownictwo”. 75, 1982. Warszawa.brak numeru strony
- M. Łubiński, A. Filipowicz, W. Żółtowski: Konstrukcje metalowe. Część I. Podstawy projektowania. Wyd. I. Warszawa: Arkady, 1986. Brak numerów stron w książce
- M. Łubiński, A. Filipowicz, W. Żółtowski: Konstrukcje metalowe. Część II. Obiekty budowlane. Wyd. I. Warszawa: Arkady, 1992. Brak numerów stron w książce
- W. Żółtowski, P.A. Król: Poradnik projektanta. Zasady projektowania konstrukcji z profili cienkościennych Lindab „Z” i „C”. Warszawa: Lindab Sp. z o.o., 2000. Brak numerów stron w książce